# Туризам у Нишу
Туризам у Нишу је према подацима из 2016. привукао 76. 000 посетиоца, од којих је половина страних туриста. Ниш је један од најстаријих градова на Балкану као и трећи по величини у Србији.

## Атракције

### Нишка тврђава
Високе зидине и капије Нишке тврђаве се уздижу на десној обали Нишаве и тамо се налазе још од прве половине 18. века. Површина тврђаве је 21,1 хектар, висина бедема 8 метара, а ширина 3 метра. Поред масивних камених зидова и капија, у тврђави се налазе и бројни остаци бурне нишке историје.
Хамам је турско купатило које се налази на самом улазу у тврђаву. Њега су могле користити или само жене (обично дању) или само мушкарци (ноћу).

### Ћеле-кула
Ћеле-кула је споменик који је сазидан од лобања српских војника након битке на Чегру 1809. године. Заповедник Хуршид-паша наређује да се у знак опомене (због организоване побуне) сазида кула од камена и да се у њу узидају лобање погинулих српских војника. Овај аутентичан споменик годишње обиђе преко 30. 000 посетилаца.

### Казанџијско сокаче
Казанџијско сокаче је једини сачувани део старе нишке чаршије. Крајем двадесетих година 20. века старе занатске радње и неколико кућа из османлијског периода, почињу да се уређују као ресторани, кафане, хотели и кафићи. Овај део поседује велику архитектонску вредност и под заштитом је државе.

### Спомен-парк Бубањ
Спомен-парк Бубањ представља спомен-комплекс, који је саграђен у знак сећања на стрељање грађана Ниша у току Другог светског рата. Споменик "Три песнице" је у облику три стиснуте песнице које симболизују мушкарца, жену и дете као и њихов отпор према злочину. Вајар овог споменика, Иван Саболић, је био инспирисан тренутком када је један од осуђеника, непосредно пред стрељање, стиснуо песницу и подигао ју је у небо и тако поздравио слободу која ће доћи.

### Споменик на Чегру
Споменик на Чегру је споменик који симболизује херојски подвиг војводе Стевана Синђелића и храбрих устаника у бици на Чегру. У тој бици, Турци су били бројно јачи и немогавши да их савлада, Синђелић је пуцао из кубуре у подземни магацин барута. У тој експлозији погинули су сви српски војници, али и много Турака.

## Музеји

### Медијана
Медијана је предграђе античког града Наису (данашњег Ниша) које је изграђено за време владавине Константина Великог. Медијана је један од значајних археолошких паркова у Србији, који се простире на површино од 40 хектара.

### Археолошка сала
У Археолошкој сали Народног музеја се налазе бројни експонати који говоре о постојању насеобина на тероторији Ниша. Неки од интересантних експоната су огрлица од животињских зуба, келтски мач, керамичке посуде и бронзани украси за косу који приказују развој цивилизације од каменог до гвозденог доба.

## Споменици

### Споменик ослободиоцима Ниша
Споменик ослободиоцима Ниша налази се у самом центру Ниша, на Тргу краља Милана. Овај споменик симболизује ослободилачке ратове који су вођени у Нишу за време владавине Османлијског царства и током Првог светског рата. На самом врху споменика налази се коњаник са заставом, а у средини је приказан Стеван Синђелић у бици на Чегру, као и Коле Рашић.

### Спомен обележје цару Константину
На спомен обележју налази се лик Константнина Великог и он се налази на почетку моста ка Тврђави. Поред његовог лика, на спомен обележју се налази и Христов монограм и ово је дело вајара Милета Коцева.

## Цркве и манастири
Од цркава и манастира на територији Ниша истичу се: Црква Светог Николе, Црква Светог Пантелејмона, Црква Светог цара Константина и царице Јелене, Саборни храм и Мали саборни храм. Интересантан податак у вези са Црквом Светог Николе је да је она чак шест пуна мењала верску намену, од џамије до православног храма. У пожару 2001. године изгорела је Саборна црква са иконостасом и у њему су настрадала сва уметничка дела која су се налазила унутра. Обновљена је 9 године касније.

## Околина Ниша

### Нишка бања
Нишка бања спада у једно од најтоплијих подручија у Србији. Она обухвата пет извора лековите воде и на том подручију влада умерено-континентална клима. Смештена је у подножију шумовитог Коритника и окружије је преко 70 хектара шуме. Ова бања је обогаћена високом концентрацијом минерала.

### Сићевачка клисура
Сићевачка клисура представља део кањона Нишаве и дуга је 17 километара. Река Нишава која пролази између северних огранака Суве планине и јужних падина Сврљишких планина је усекла ову клисуру.

### Сува планина
Сува планина се налази 20 километара од Ниша и највиши врх јој је врх Трем (1810 метара). Ова планина је добила назив Сува јер извора воде готово да нема на великим надморским висинама.

### ЗОО Кутак
Зоо Кутак прихватилиште за животиње се налази у селу Каменица у Нишавском округу, на неких 12 км од Ниша, удружење "ЗОО Планет". Посетиоци суботом и недељом могу да виде домаће и дивље животиње из прихватилишта да их хране и играју се са њима. Такође могу да јашу коње рекреативно.  Ту се налази и стална поставка предмета из историје у оквиру неговањљ обучаја и традиције.

## Нишвил
Нишвил је међународни џез фестивал који се одржава током августа у Нишу. На овом фестивалу учествују више од 20 музичара из целог света. Главни програм, према неким проценама, прати око 20. 000 посетилаца.

## Филмски сусрети
Фестивал глумачких остварења домаћег играног филма „Филмски сусрети“ - Ниш је јединствена манифестација филмске уметности која искључиво вреднује креативни рад филмских глумаца. Фестивал се одржава сваке године крајем августа у афитеатру Нишке тврђаве.